# Egnatioides
Egnatioides is een geslacht van rechtvleugeligen uit de familie veldsprinkhanen (Acrididae). De wetenschappelijke naam van dit geslacht is voor het eerst geldig gepubliceerd in 1902 door Vosseler.

## Soorten
Het geslacht Egnatioides omvat de volgende soorten:
- Egnatioides blondheimi Fishelson, 1993
- Egnatioides coerulans Krauss, 1893
- Egnatioides desertus Uvarov, 1926
- Egnatioides farsistanicus Uvarov, 1933
- Egnatioides fumatus Shumakov, 1963
- Egnatioides kiritshenkoi Uvarov, 1933
- Egnatioides lizae Pfadt, 1970
- Egnatioides mendelssohni Fishelson, 1993
- Egnatioides pasquieri Morales-Agacino, 1950
- Egnatioides sphaerifer Bey-Bienko, 1951
- Egnatioides striatus Vosseler, 1902
- Egnatioides xinjiangensis Liu, 1983